# 瓜形站
瓜形站是一个合九线上的铁路车站，位于安徽省潜山市余井镇，建于1995年，目前为四等站，邮政编码为246122。目前不办理客货运业务。